# (6576) Kievtech
(6576) Kievtech est un astéroïde de la ceinture principale.

## Description
(6576) Kievtech est un astéroïde de la ceinture principale. Il fut découvert le 5 septembre 1978 à Naoutchnyï par Nikolaï Tchernykh. Il présente une orbite caractérisée par un demi-grand axe de 3,11 UA, une excentricité de 0,18 et une inclinaison de 2,6° par rapport à l'écliptique.

## Compléments